# Veauville-lès-Baons
Veauville-lès-Baons is een dorp en voormalige gemeente in de Franse gemeente Les Hauts-de-Caux in het departement Seine-Maritime in de regio Normandië. De voormalige gemeente telt 717 inwoners (1999). De plaats maakt deel uit van het arrondissement Rouen.

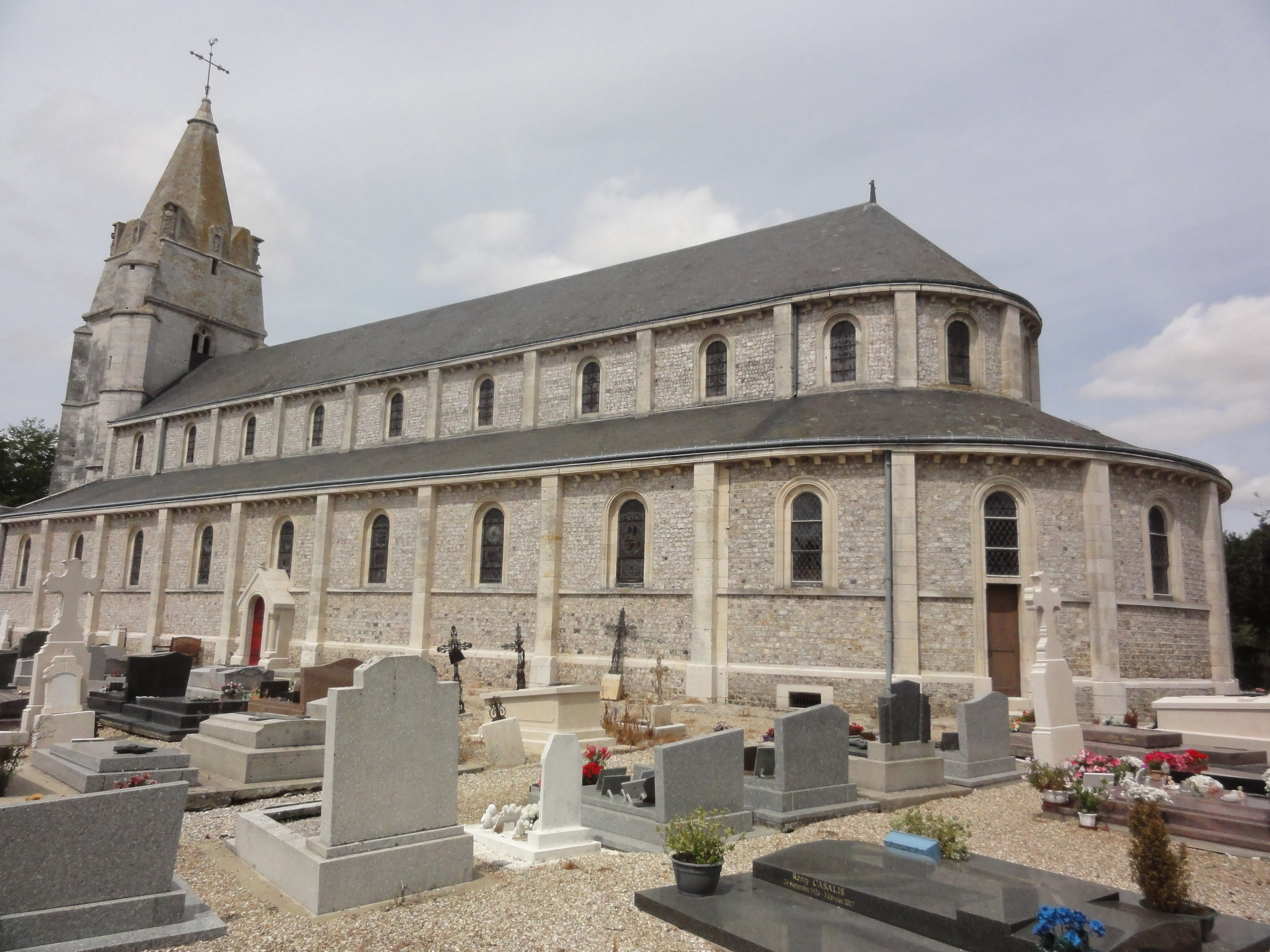
Église Sainte-Austreberthe

## Geschiedenis
Oude vermeldingen van de plaats gaan terug tot het midden van de 11de eeuw als Wivel villa, eind 12de eeuw als Wialvillam en 1337 als Veauvilla supra Banna. Het achtervoegsel "-lès-Baons" verwijst naar de ligging nabij Baons-le-Comte. De 18de-eeuwse Cassinikaart toont het dorp Veauville sur les Baons.
Op het eind van het ancien régime eind 18de eeuw, toen de gemeenten werden gecreëerd, werd Veauville-lès-Baons een gemeente.
Veauville-lès-Baons is op 1 januari 2019 gefuseerd met de gemeente Autretot tot de gemeente Les Hauts-de-Caux.

## Geografie
De oppervlakte van Veauville-lès-Baons bedraagt 8,0 km², de bevolkingsdichtheid is 89,6 inwoners per km². In Veauville-lès-Baons liggen nog enkele gehuchten, waaronder het gehucht Alvimbuc in het westen, tegen de grens met Autretot, en het gehucht Houdetot in het noorden.
De onderstaande kaart toont de ligging van Veauville-lès-Baons met de belangrijkste infrastructuur en aangrenzende gemeenten.

## Bezienswaardigheden
- De Église Sainte-Austreberthe
- Op het kerkhof van Veauville-lès-Baons bevindt zich een perk met enkele Britse gesneuvelden uit de Tweede Wereldoorlog

## Demografie
Onderstaande figuur toont het verloop van het inwonertal.
Deelgemeenten: Autretot · Veauville-lès-Baons

Overige plaatsen: Alvimbuc · Houdetot